# Seekofel
Seekofel (italsky Croda del Becco; ladinsky Sass dla Porta) je hora ležící v Itálii, na severu Dolomit v části zvané Pragser Dolomiten. Vápencový vrchol převyšuje svou severní stěnou blízké jezero Pragser Wildsee (italsky Lago di Braies) o více než 1300 metrů. K jihu se svažuje podstatně mírněji do vápencové plošiny Fosses. Vrchol je oblíbený v zimě mezi skialpinisty.

## Přístup
Výstupy na vrchol jsou možné hned z několika stran. Nejzajímavější je cesta od severu, od hotelu Pragser Wildsee (1494 m). Chodník se táhne směrem k severu podél jezera a za ním nabírá jen velmi zvolna výšku až k terénnímu zlomu. Ten překonává velmi strmě serpentinami až do sedla Nabiges Loch (2034 m). Odsud přímo do kotle Ofen a do sedla mezi vrcholy Seekofel a Ofen Mauer (2458 m). Dolů klesá cesta k nedaleké chatě Seekofelhütte (2327 m). Ze sedla cesta uhýbá prudce na severozápad a strmě pomocí zajištění vystupuje dlouhým ramenem na vrcholový hřeben. Po něm jednoduše na vrchol s křížem a výhledem na blízké vrcholy Tofana, Lavarella, Dürrenstein, Sorapis a Cristallo.
Délka: Pragser Wildsee - Seekofelhütte (3,5 hod.) - Seekofel (1,5 hod.) - sestup 3,5 hod. Celkem 8,5 hod.

## Chata
Seekofelhütte (Rifugio Biella)
Dostupná ze severu od jezera Pragser Wildsee za 3,5 hod. Od parkoviště u chaty Rifugio Pederú (1545 m) za 3 hod. a od chaty Senneshütte (2126 m)za 1 hod.
Kapacita chaty je 45 míst a vlastníkem je Italský alpský spolek CAI. Chata je otevřena od 25. června do konce září. Jedná se o dvoupatrovou žulovou stavbu.